# Hormonski receptor
Hormonski receptor je molekul koji može da veže specifični hormon. Receptori za peptidne hormone se obično nalaze na ćelijskoj membrani, dok su receptori za lipofilne hormone uglavnom locirani u citoplazmi. Nakon vezivanja hormona, receptor može da inicira više signalnih puteva koji ultimatno dovode do promena ponašanja ciljnih ćelija.

## Peptidni hormonski receptori
Mnogi hormoni se sastoje od polipeptida, npr. tireostimulišući hormon, Folikulostimulišući hormon, Luteinizirajući hormon i insulin. Ovi molekuli nisu rastvorni u lipidima i stoga se ne mogu prenositi difuzijom kroz ćelijske membrane. Konsekventno, receptori za peptidne hormone su locirani na ćelijskoj membrani.
Peptidni hormonski receptori su često transmembranski proteini. Oni se takođe nazivaju G protein spregnutim receptorima, senzornim receptorima ili jonotropnim receptorima. Ti receptori generalno funkcionišu putem intracelularnih sekundarnih glasnika, među kojima su ciklični AMP (cAMP), inozitol 1,4,5-trisfosfat i kalcijum (Ca2+)-kalmodulinski sistem.

## Hormonski receptori rastvorni u lipidima
Steroidni hormonski receptori i srodni receptori su generalno rastvorni proteini koji funkcionišu putem aktivacije gena. Njihovi responsni elementi su DNK sekvence (promoteri) koji su vezani za kompleks sa steroidnim receptorom. Ovi receptori sadrže motiv cinkovo prsta. U ovu grupu se ubrajaju receptori za glukokortikoide, estrogene, androgene, tiroidne hormone (T3), kalcitriol (aktivnu formu vitamina D), i retinoidi (vitamin A).